# Estàtua-menhir
Una estàtua-menhir és una estàtua esculpida dins un menhir, o més precisament, un monument megalític format per un sol bloc esculpit en bust rodó o en baix relleu i representant una figura humana. Aquestes figures es troben a Catalunya en cronologies del Neolític final (3500-2200 aC.) (Martínez 2009, Moya et al. 2010, Martínez et al. 2015, López et al. 2015), si bé a la resta d'Europa també hi han exemples durant el Calcolític, Edat de Bronze i Edat del Ferro.

## Descripció
Sovint el personatge és representat en la seva totalitat o en part sobre les diferents cares del bloc, aconseguint una visió en les 3 dimensions, a diferència del terme "estela" que fa referència a un gravat o escultura feta sobre una de les cares del bloc. Encara que alguns investigadrs utilitzen obertament el terme d'estàtua-menhir per designar qualsevol exemple de figura antropomorfa, molts autors especialistes són favorables al seu exemple exclusiu.

## Distribució
S'han trobat o documentat estàtues menhirs en diverses zones hiper-localitzades, generalment al nord de la mar Mediterrània
Espanya:
- Estàtua-menhir de Ca l'Estrada: Fou la primera estàtua-menhir antropomorfa descoberta a Catalunya, el 2004 (Fortó et al. 2008; Martínez et al. 2010). També el 2007 es trobaria la cista de Reguers de Seró (López et al., 2010 y 2015) que ha propiciat identificacions de noves figures, totes elles reunides en l'anomenat grup escultòric de Seró (López y Moya 2010) i el 2009 una molt gran al Pla de les Pruneres de Mollet del Vallès (Martínez, 2011), amb prop de 5 metres d'alt i 6 tones de pes.

França :

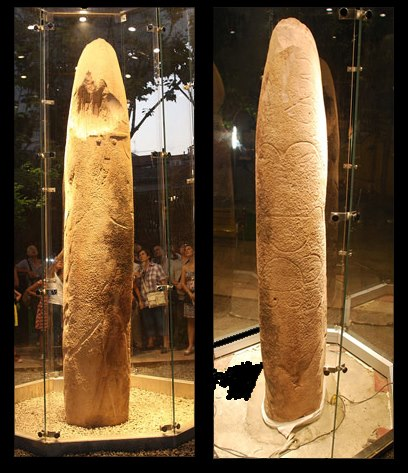
L'estatua-menhir del Pla de les Pruneres (Mollet del Vallès, Vallès Oriental) [https://www.researchgate.net/publication/276037915_La_estatua-menhir_del_Pla_de_les_Pruneres_Mollet_del_Valles_Valles_Oriental?ev=prf_pub

- Grup de Saint-Pons i Rouergue : A la zona de la Rouergue[1] (a l'encreuament entre els departaments francesos d'Aveyron, du Tarn i Hérault) s'han trobat un centenar d'estàtues-menhir fetes majoritàriament de gres i estilísticament molt homogènies, datades al III mil·lenni abans de crist. Algunes es conserven al Museu Fenaille de Rodez[2][3] i al Museu de Saint-Pons-de-Thomières Arxivat 2016-11-06 a Wayback Machine.
- Grup de Languedoc A la zona de le Gard i l'Hérault hi ha una quarantena. Són menys treballats que els de la Rouergue i la seva ornamentació és una mica més simple. Es calcula que són del Neolític final o del principi de l'edat del coure. Es poden veure algunes al Museu arqueològic de Nîmes.
- Grup Provençal : Una trentena s'ha documentat en aquesta zona, on les obres adopten sovint una forma triangular.
- Grup cors : Les estàtues-menhirs d'aquesta zona destaquen per dur una arma de tipus sabre o ganivet al seu front.

Itàlia :
- Sardenya
- Ligúria
- Val Camonica.

Suïssa, Valais: Es poden observar peces al Museu arqueològic de Sion.
Romania : Museu arqueològic de Cetatea Histria (Dacie)

## Galeria

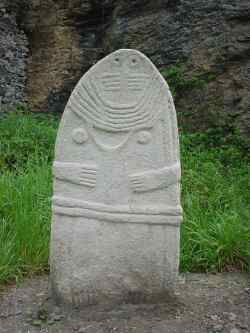
La Dama de Saint-Sernin, conservada al Museu Fenaille de Rodez
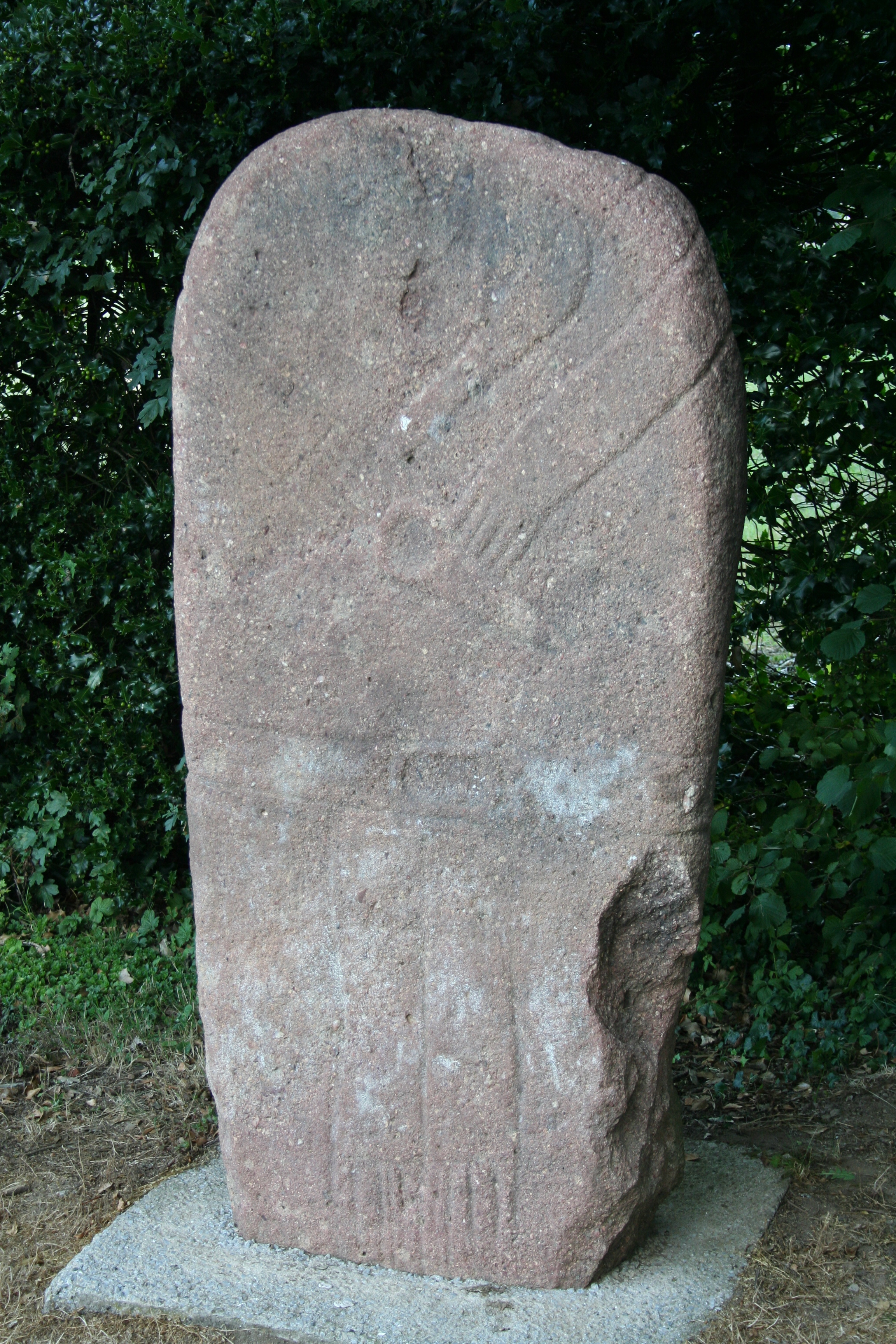
Paillemalbiau (Murat-sur-Vèbre)
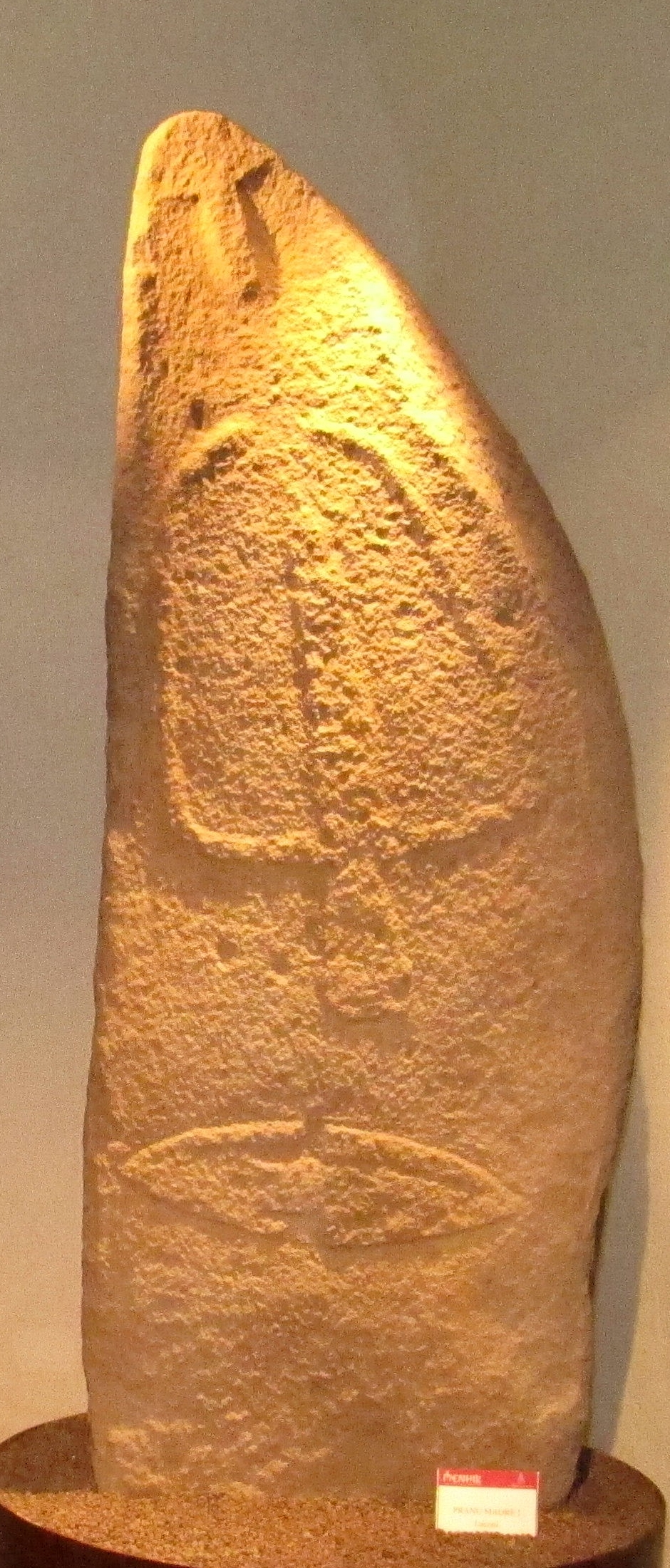
A Sardenya